# Бен Рој Мотелсон
Бен Рој Мотелсон (енгл. Ben Roy Mottelson; Чикаго, 9. јул 1926 — Копенхаген , 13. мај 2022) био је дански физичар америчког поријекла, који је 1975. године, заједно са Огеом Нилсом Бором и Џејмсом Рејнвотером, добио Нобелову награду за физику „за октриће повезаности између заједничког и честичног кретања у атомском језгру и развијању теорије структуре атомских језгара базираних на овој зависности”.